# Akeso

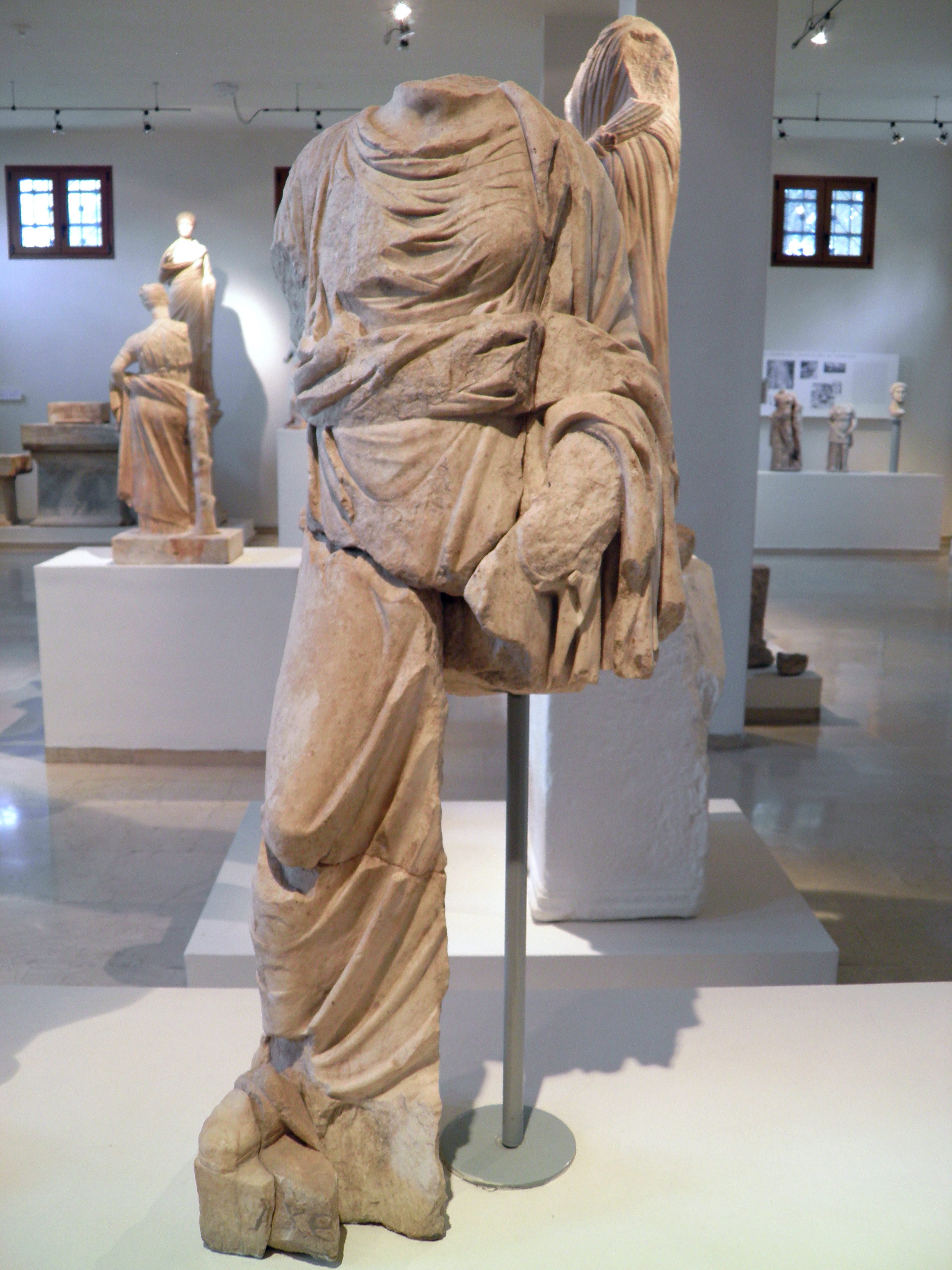
Staty av Akeso från 100-talet efter Kristus i Arkeologiska museet i Dion i regionen Makedonien i Grekland

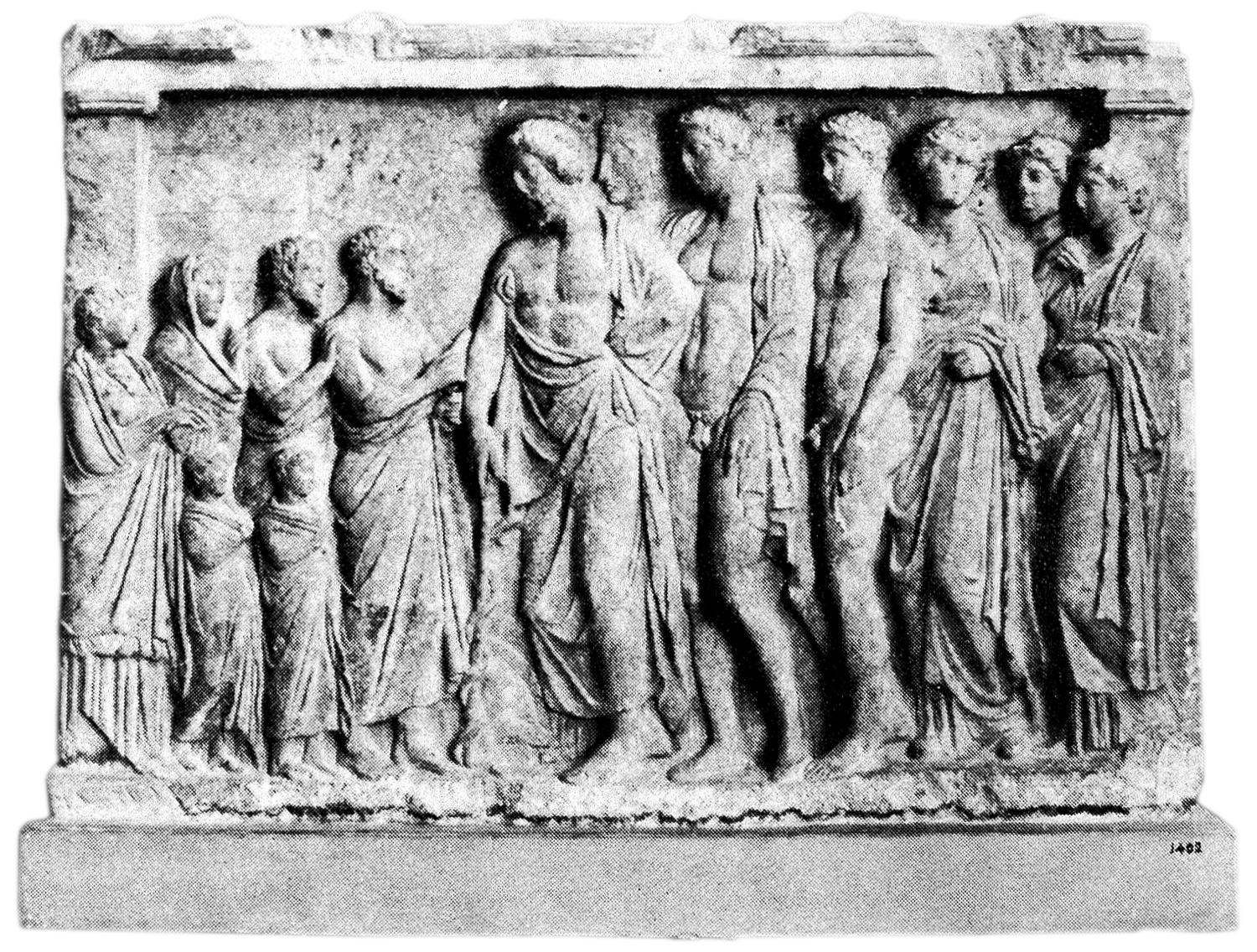
Akeso avbildad tillsammans med sin far Asklepios och sina syskon

Akeso (grekiska: Ἀκεσώ) var den grekiska gudinnan för läkning av sjukdomar. Hon dyrkades i Athen och Epidauros. Akeso var dotter till läkekonstens gud Asklepios och Epione.

## Mytologi
Till skillnad från sin syster Panakeia ("all-läkerskan") representerade hon den läkande processen snarande än själva terapin (kuren). Hennes manliga motpart var Akesis. På grekiska reliefer skildras Akeso vid sidan av sin far Asklepios och sina systrar. Hon hade fem systrar, gudinnorna Iaso, Hygieia, Panakeia, Aegle och Meditrine:
- Panakeia (läkemedel)
- Iaso (återhämtning från sjukdom)
- Hygieia (hälsa, renlighet och hygien)
- Aegle (skönhet och strålande hälsa, speciellt efter en sjukdom)
- Meditrine (läkaren, romersk gudinna). Hon skiljer sig från sina systrar genom att gudinnan var en del av "di indigetes", de ursprungliga gudarna för den tidiga romerska religionen och mytologin, och som därför kom att integreras senare i grekernas panteon.)